# 孔庫雷非鯽
孔庫雷非鯽又名孔庫河非鯽，為輻鰭魚綱䲁形目麗魚科叉齒非鯽屬的其中一種，分布於非洲幾內亞Konkouré河流域，體長可達8.5公分，棲息在中底層水域，生活習性不明。

## 擴展閱讀
維基物種上的相關：孔庫雷非鯽